# 高雄市立中山高級中學
高雄市立中山高級中學（英語：Kaohsiung Municipal Chungshan Senior High School，縮寫：CSHS），簡稱中山高中或中山高。是一所位於台灣高雄市楠梓區的市立高級中學，創立於1990年7月1日，鄰近高雄大學及左營軍港，四周有大小崗山、觀音山、半屏山、壽山。

## 歷任校長
| 任別 | 任期                   | 姓名   |
| ---- | ---------------------- | ------ |
| 1    | 1990年8月 － 1994年7月 | 侯自立 |
| 代理 | 1994年8月 － 1995年1月 | 郭祥麟 |
| 2    | 1995年2月 － 1999年1月 | 蔡振麟 |
| 代理 | 1999年2月 － 1999年7月 | 官茂良 |
| 3    | 1999年8月 － 2003年1月 | 黃水利 |
| 代理 | 2003年2月 － 2003年7月 | 官茂良 |
| 4    | 2003年8月 － 2011年7月 | 蔡清波 |
| 5    | 2011年8月 － 2014年7月 | 黃金池 |
| 6    | 2014年8月 － 2016年7月 | 黃琇意 |
| 7    | 2016年8月 － 2022年7月 | 王雪娥 |
| 8    | 2022年8月 － 現任      | 林香吟 |

## 創校大事紀

### 1980年代
- 1987.03.16    - 高雄市政府1987年3月16日高市府教一字第六三六二號函核定高雄市新設「市立中山高級中學籌備處」，由吳英常科長兼任籌備主任。
- 1987.06.14    - 校舍興建規畫設計公開徵圖，由曹祖明、羅興華建築師榮獲第一名，並獲得第一期校舍新建工程設計及監造權。
- 1989.11.06    - 1989年11月6日高市府人二字第三四八四四號令核定吳主任英常調市立中正高工校長 ，侯校長自立調派擔任中山高中籌備主任。
- 1990.02.14    - 第一期校舍新建工程公開招標，由允建營造有限公司得標承造。
- 1990.03.10    - 第一期校舍工程奠基動土典禮 ，由蘇南成前市長主持。
- 1990.07.01    - 中山高中正式成立，校長真除，並暫借市立海青工商上課。

### 1990年代
- 1991.05.20    - 遷返新建校舍上課。
- 1991.06.13    - 第二期特別教室（科技大樓）工程發包。
- 1991.07.07    - 第二期特別教室（科技大樓）工程正式動土。
- 1992.11.12    - 科技大樓及PU運動場落成啟用，由吳敦義前市長主持落成典禮。
- 1992.03.12    - 第三期行政大樓正式開工。 中山高中行政大樓外魚池

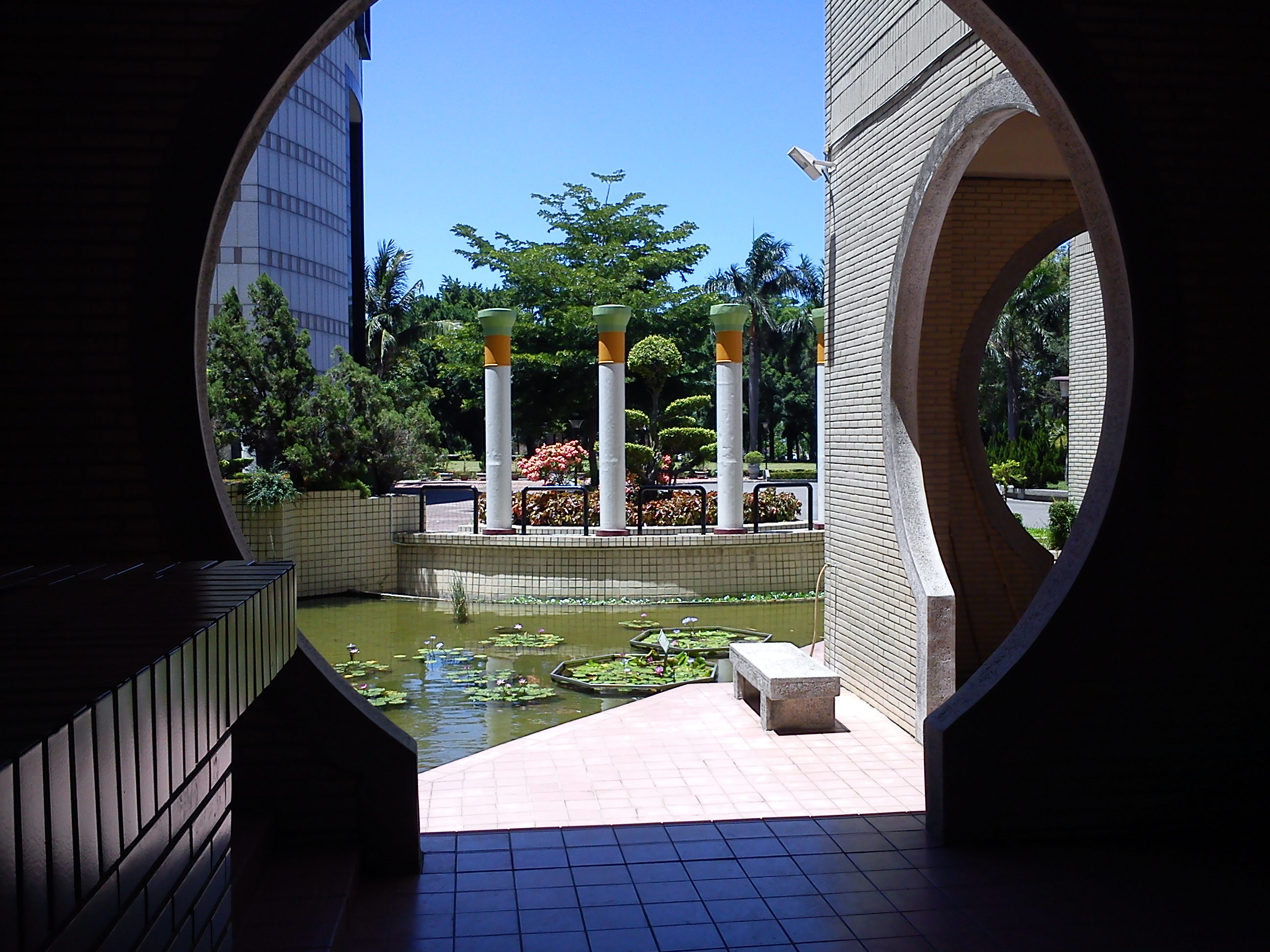
中山高中行政大樓外魚池

- 1993.06.20    - 第一屆畢業生畢業。
- 1993.10.30    - 行政大樓完工，1994年一月卅一日正式啟用。
- 1994.08.14    - 侯校長因公積勞成疾，與世長辭。
- 1994.08.14    - 由教務主任郭祥麟代理校長，掌理校務。
- 1995.02.01    - 蔡振麟校長奉調該校。
- 1995.02.09    - 圖書館動土典禮。
- 1995.11.14    - 本日起蔡校長會同周鍾？議員開始向高雄市政府爭取擴增校地。
- 1996.05.05    - 圖書館（地上五層、地下室一層）完工啟用。
- 1999.01.31    - 蔡振麟校長退休，由該校教務主任官茂良代理校長。
- 1999.02.27    - 高雄市教育局主任督學黃水利先生奉派擔任該校第三任校長。
- 1999.04.22    - 擴增校地案經黃水利校長爭取，校地以擴增2.59公頃定案。
- 1999.07       - 成立「新增校地校舍校園配置規畫專案小組」進行各項規畫作業。
- 1999.08       - 舉辦第一屆綠報子編輯研習會，創辦編輯新聞性報紙【綠報子】。
- 2000.07.21-23 - 承辦全國「高中生天文研討會暨天文研習營」。
- 2000.11.11-12 -  創校十週年擴大校慶，出版「中山之美」、「十週年特刊」。

### 2000年代
- 2000.06.18    - 成立黃水利校長濟助專案
- 2001.12.17    - 國際知名環保音樂家－馬修．連恩至校為宣揚環保理念演唱。
- 2002.03.12    - 種植228棵桃花心木於校園北側。
- 2003.02.01    - 黃水利校長退休，教務主任官茂良代理校長，掌理校務。
- 2003.05.19    - 黃水利校長在校園擔任義工工作時與世長辭
- 2003.06       - 黃水利校長遺孀捐贈100萬作為獎學金
- 2003.08.01    - 蔡清波校長奉調該校，接篆視事校，擔任第四任校長。
- 2004.05.31    - 膜構風雨球場開工。
- 2005.11.10-11 - 創校十五周年擴大校慶，中山之夜首次網路直播。
- 2005.11.12    - 膜構風雨球場興建完工啟用典禮。
- 2005.07       - 辦理第一屆全國南方盃辯論比賽。
- 2006.05.04    - 藝術家洪郁夫先生為該校設置「飛揚的大樹」及「我們一起成長」兩件公共藝術作品。
- 2006.12       - 獲教育部創意發展學校。
- 2007.12       - 接受教育部全國交通安全評鑑，獲全國金安獎。
- 2007.12       - 獲創造力標章學校。
- 2008.06       - 黑白校刊事件
- 2008.12       - 獲創造力標章學校。
- 2008.12       - 完成該校男女廁所改建工程。
- 2009.12       - 獲創造力標章學校。
- 2009.06       - 聘請高雄大學都市發展與建築研究所黃世孟教授團隊為中山高中（含未來擴增校地）建物景觀及新建綜合活動中心。

### 2010年代
- 2010.08       - 辦理高雄區國中基本學力測驗試務工作。
- 2010.08       - 於未來擴增新校地及桃花心木林及百慕達草坪上植栽美綠化。
- 2010.11.11-12 - 創校二十週年擴大校慶、出版「二十週年紀念專刊」。
- 2011.08      - 黃金池先生接替前任校長蔡清波擔任校長一職。
- 2012.03      - 校內發生「球褲開黃單連署事件」
- 2012.06.06   - 校方應教育局發文召開「服儀修正草案會議」，通過許多「球褲事件」中之抗爭議題，但真正的主角球褲則是被完全正式的否決。
- 2013.03.06   - 據聞學校在未與學生代表等討論之情況下逕自將傳統於晚間舉行的畢業典禮改為早上舉辦，再次引發連署活動。
- 2013.09.11   - 舉辦超過十年的中山之夜確定取消，走入歷史。
- 2014.08      - 黃琇意女士接替前任校長黃金池擔任校長一職。
- 2014.10.21   - 教師會議於未與學生溝通下取消二天一夜的大學之旅(畢業旅行)改為單日參訪，導致學生不滿。
- 2015.11      -承辦高雄市104年度「教學卓越遴選作業及經驗分享」。
- 2015.11      -創校二十五週年擴大校慶、辦理「優秀校友選拔」。
- 2016.03.09   -學測學生成績優異，繁星放榜75人摘星，其中國立上榜37人，台清交成都有金榜
- 2016.06.30   -舉辦環境教育及蔬食教育推廣，由善心人士提供素食餐點給全校教職員工及家長會委員
- 2016.08.01   -王雪娥女士接替前任校長黃琇意擔任校長一職。
- 2016.09      -本校與高雄大學成立教卓科學班。
- 2016.09      -本校與印尼雅加達中學簽訂MOU。
- 2016.11      -印尼雅加達中學由副校長帶領10位學生至學校進行國際教育交流並參加高雄市2016ASEP活動。
- 2016.11.12   -創校二十六週年校慶。中山高中校友會成立囉!
- 2016.11.23   -通過科技部第三期高瞻計畫-藍田蛙鳴科技創客教育。
- 2016.12      -承辦高雄市105年度「教學卓越遴選作業及經驗分享」及教育部「全國教學卓越南區論壇」。
- 2017.01.05-06 -承辦高雄市「高中107課綱撰寫工作坊」。依據107課綱討論出學生圖像、20門多元選修課。
- 2017.01.19-24 -代表高雄市政府帶領中山、雄女、三民、路中等12名學生參訪日本山形縣進行高中冬令英語營交流活動
- 2017.02      -高一20門多元選修課自105-2學期開始跑班實施。
- 2018.06      -[蛙族傳說全面啟動] 中山高中 X 2018麥香無敵畢業趴
- 2020.11      -活動中心動土典禮
- 2022.08.01   -林香吟女士接替前任校長王雪娥擔任校長一職。
- 2023.03.29   -於111學年度第三次班代大會上通過《班級聯合委員會組織章程修正案》，班級聯合委員會(班聯會)正式更名為學生聯合委員會(學生會)。

## 校園建築

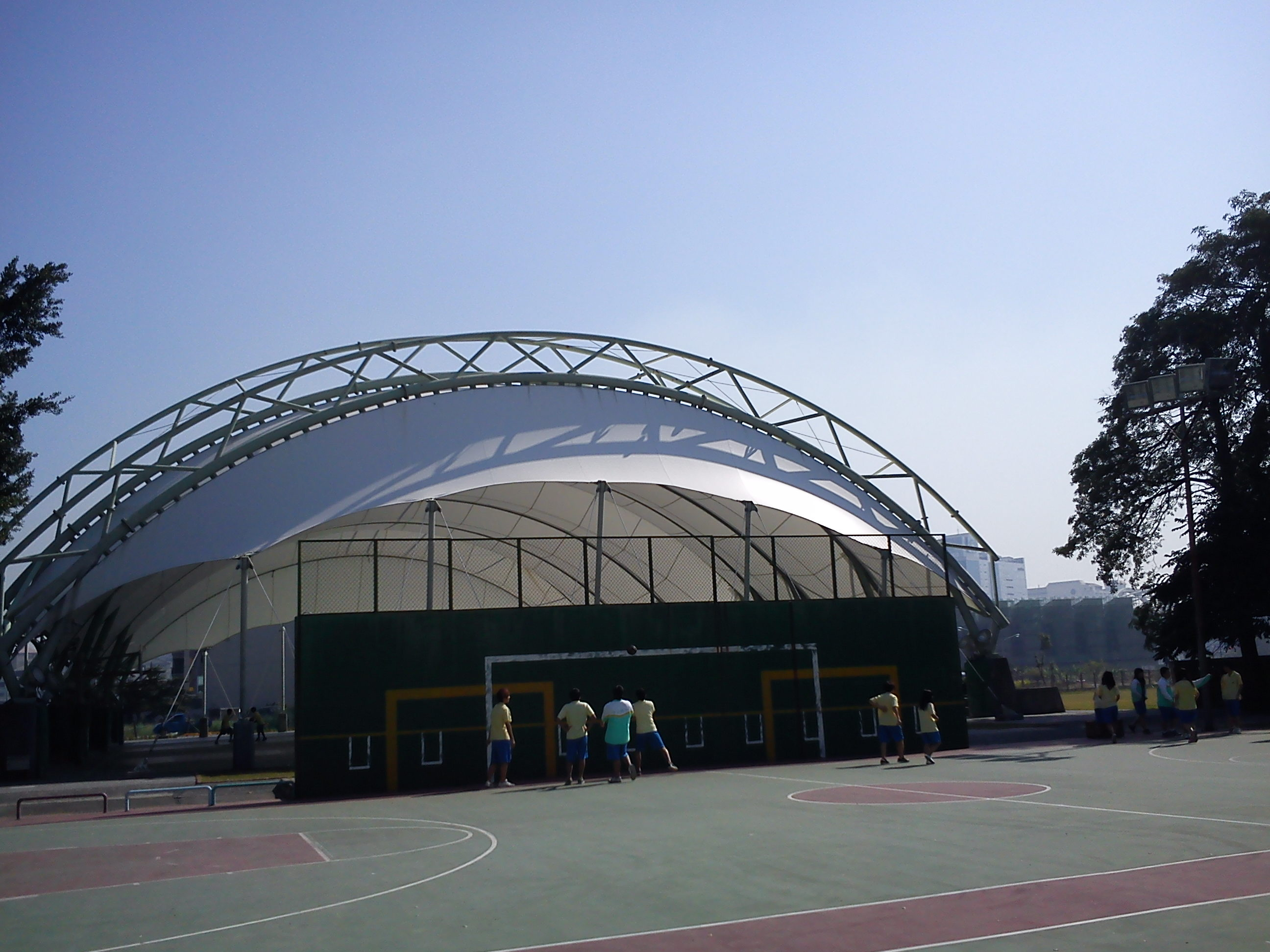
中山高中膜構球場的正午

中山高中目前共有三樓（教學大樓、行政大樓、科技大樓），二場（籃球場、膜構球場），一館（圖書館）。由於當時圖書館與活動中心只能選其一而建，因此放棄活動中心，校內大型演講、音樂等活動只能於膜構球場舉行，包括社團成果展、畢業典禮、校慶（雨備）、中山之ya、班際球賽。
- 教學大樓：第一期校區，為主要學生平日上課之處，共五樓及地下一樓。在2011年設立無障礙電梯。
- 科技大樓：第二期校區，為專科教室（實驗室等）所在，共五樓，與教學大樓連接。

- 籃球場：與科技大樓同為第二期校區，目前有籃球場及排球場。
- 行政大樓：為第三期工程，為教職員辦公及各行政處室所處之處。

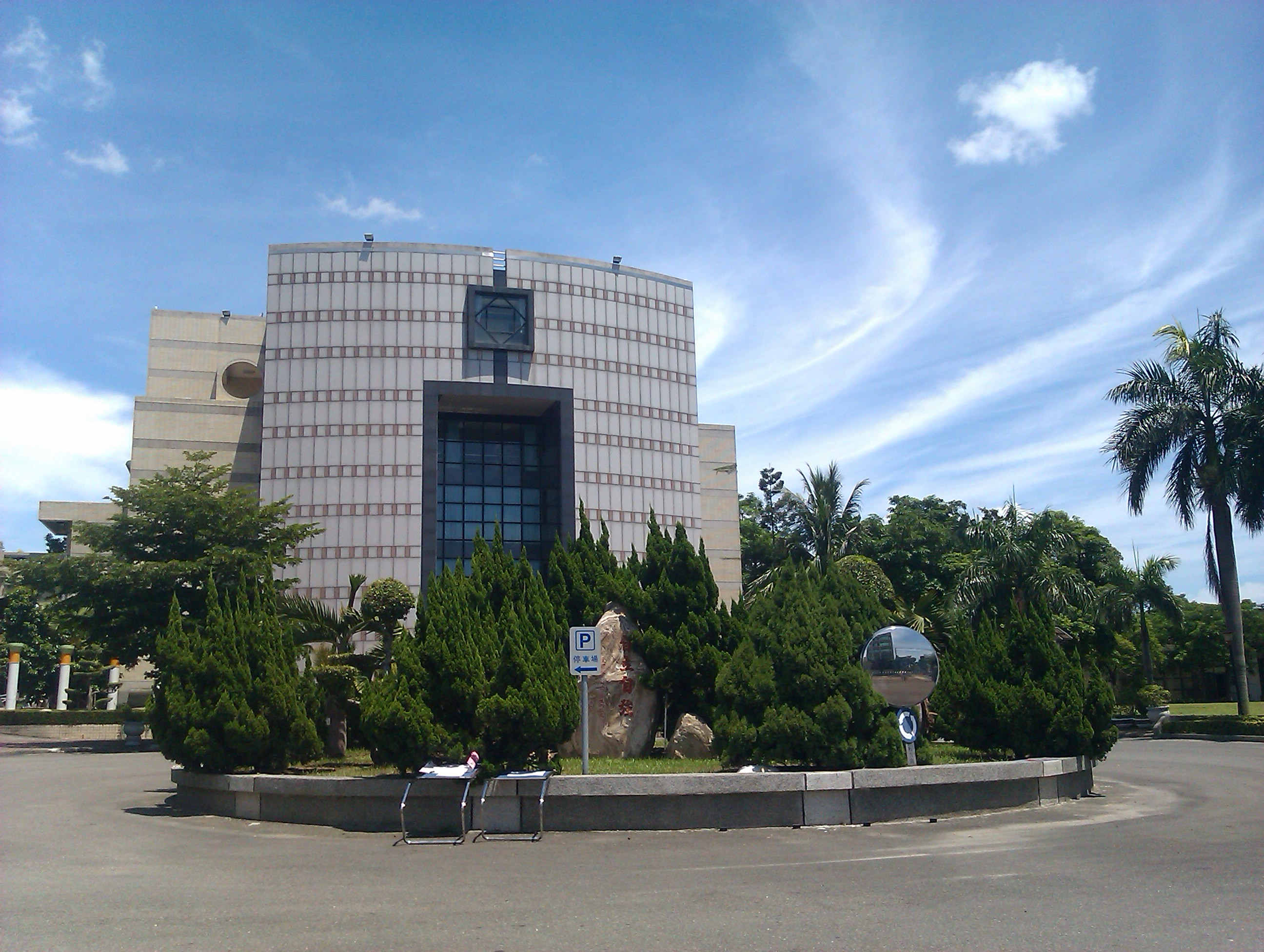
圖書館正面

- 圖書館：全館為地上五層，地下一層之獨棟建築，可提供自修座位674位，研究閱覽座位316位，團體視聽座位276位，位以及十萬冊館藏量。

B1為展覽場，1樓為自修室（306位），2、3樓為圖書館，4樓為特殊藏書室、研究室、視聽資料室，5樓為大型演講廳（276位）、個人視聽室（20位）、展示館 。
- 膜構球場：又稱風雨球場，供學生雨天打球之處。
- 自立亭：位於三棟大樓中間，四周種滿桃花心木。

## 制服
制服主要分為冬夏兩季（上衣長袖短袖之分）。自98學年開始上衣不須扎進褲、裙內，但不得捲袖，101年服儀會議後可自行換季。
- 夏季制服

男生：短袖制服上衣（白）、制服長褲（藍黑）、皮帶（校定規格）。
女生：短袖制服上衣（白）、制服長褲（黑）、百褶裙。
- 冬季制服

男生：長袖制服上衣（白）、制服長褲（藍黑）、皮帶（校定規格）。
女生：長袖制服上衣（白）、制服長褲（黑）。
- 運動服

男、女生運動服皆同。運動服上衣(黃)、運動褲(藍)，皆有分長、短袖，運動外套只有長袖。
在101年6月之服儀會議後變成可以著運動服進出校門，不分季，但不得與制服混搭。
- 其他

制服毛背心為彈性配件，可著與不著。
班服須經學務處申請方可穿著。二年級以上才得以申請。每週五為班服日，除班服日其餘時間不得在進出校時間穿著。
社服須經由學務處申請。不得在進出校時間穿著。

### 球褲事件

#### 緣由
民國101年3月7日，因幾名教官在校園內未先進行口頭警告而突襲檢查全校，而導致許多有製作球褲的班級被開立號稱「小警告」的黃單處分。球褲按照教官的說法不合乎校規，但是在3月這次突擊檢查之前幾年教官方面對於球褲毫無任何表態，卻突襲開立黃單，使得遭開立者群情激憤。

#### 經過
於3月7日下午1：30分，由林姓三年級學生等在facebook發起「反對教官瘋狗似的亂開黃單」活動，首日便湧入超過100名遭開立者，並在網路辱罵學校、教官，並逐漸形成如高雄女中禁襪事件般的連署抗議模式。

#### 連署活動
連署書於3月9日秘密於各班進行，但是許多老師早已知道這件事情的存在。連署書內容主要為：
- 開放著運動服進校門
- 自由換季（可自由換穿長袖或短袖制服）
- 球褲合法
- 放學後不可開立黃單

但是連署書並無太多重點琢磨，又遭活動學生挑出錯字過多。

#### 教官方面處理
教官於一開始並無任何表態，而後態度轉趨溫和，並主動撤銷該日開立的所有黃單，但事後卻放話將懲處連署人員，並於下週二升旗時一一回答四大點要求。而升旗時雖教官每一點都回答了，但回答大多四兩撥千斤，並將重大議案交由遭學生譏為「搓湯圓大會」的校務會議及學生會議處理，而遭學生私下譏諷。

#### 學生方面反應
基本上學生可分為二大派別
支持派以較為激極的手段（如網路連署等）要求學校開放，甚至於一開始於網路辱罵教官，這使得第二大派系溫和派指出「教官無錯論」，並發表黃單事件是由校務單位要求教官室進行，並痛罵積極派的辱罵行為而導致facebook活動名稱由「反對教官瘋狗似的亂開黃單」改成「OK，那就來個理性的爭取學生權益？」此更帶有火藥味的「溫和名稱」。

#### 結果
並無任何結果，無人受到任何懲處，而連署書教官方面也只表示會予以「尊重」並交由校務會議處理，不了了之。

## 校刊
校刊名為中山青年，原本由校刊編輯委員會發行，後來因「黑白校刊事件」爆發，校刊編輯委員會降為校刊編輯社(應在發生前就已經降格了)。，校刊改由校刊編輯社發行，2012年6月發行至中山青年第35期，現在原則上每年一期。

### 黑白校刊事件

#### 背景
- 民國96年中山青年為配合中山第17屆校慶，發行特刊，該期校刊封面是由一名俞姓學生設計，圖面由鳥、滑翔翼、一名聆聽音樂者的剪影及一名舞者構成，創作者希望呈現展翅高飛、挑戰極限，印製時還加上膠膜，展現質感。

#### 導火線
- 當時擔任校長的蔡清波先生因不喜歡黑白封面，在編輯面前粗暴的撕毀封面，同學覺得委曲、受辱，當場落淚。

#### 事件爆發
- 此事經學生口耳相傳越演越烈，有人甚至上網連署「抵制蠻橫校長！」，事後中山高中一名學生向媒體爆料，媒體開始進行採訪調查，校長得知媒體著手調查此事，憤慨情緒愈趨激昂，校長與師生關係緊繃，對立日益嚴重。

#### 校長態度
- 蔡清波向媒體解釋：「黑白封面跟台灣慶典風俗不太吻合，為了證明『換封面不難』，才動手撕下。」、「校慶特刊做成黑白顏色，真的跟台灣慶典風俗不太吻合！」他建議同學換封面，「為了證明膠裝的封面，改換並不難，才示範性的把封面撕下！」

#### 各界態度
- 人本：人本教育文教基金會執行長馮喬蘭痛批，不管動機為何，撕這個動作就是十足威權心態，等於全盤否決學生；何況師長年齡較長，更應展現成熟的溝通態度。
- 教育局：高市教育局科長陳武雄說：「師生其實可以好好溝通！」
- 廣告公司：曾在廣告公司擔任設計師的高雄應用科技大學文化事業發展系講師翟治平說，「創作者連別人對他的作品皺眉頭都會不舒服，更何況是撕掉。」不過他也提醒同學，學校、公家機關最忌諱黑白兩色，只要摸清學校想法，同學還是可以盡情揮灑。

#### 事後處理
- 一方面蔡清波先生表示已向該名同學道歉，一方面將學生自治會中的「校刊編輯委員會」降格為「校刊編輯社」，從此編委會地位一落千丈成一般社團。(編委會自2007年降格為校刊編輯社，西元2007年恰好為事發當年民國96年)

## 校內組織與社團

### 全校性
- 學生聯合委員會（學生會C.S.S.A）

中山高中學生會全名「高雄市立中山高級中學學生聯合委員會」，英文名「Kaohsiung Municipal Chungshan Senior High School Students Association 」，依據高級中等教育法第五十三條設立，為全校性學生自治組織，非屬一般性社團。
學生會負責舉辦校內各大大小小活動，承辦活動有新生訓練、學員跨校聯合迎新活動、班代大會、教師節敬師活動、學生盃羽球比賽、中山之夜(為晚上舉行與全校師生一起合辦)、聖誕傳情活動、春遊、畢業典禮。
高一新生可加入學生會擔任學員，參與各項活動事務，擔任學員可同時選擇其他社團。
每學年之下學期將辦理學生會正副會長選舉，歡迎對於校園公共事務有興趣的高一學生踴躍參選。選舉結束後將招募學生會幹部，扣除正副會長，職位有活動、公關、文書、美宣、學權、攝影、總務，預計招募十多餘人，將由當屆全體幹部以及下屆正副會長進行面試，歡迎擁有服務熱忱之高一學生報名參與。
高二擔任學生會幹部是校級幹部且自動編入菁英社，無需另外選社。
- 社團聯合委員會（社聯會S.S.C）

中山高中學生自治團體，全名為"社團聯合委員會"，主要是處理、舉辦社團間的事物，並擔任校方與社團間的橋梁。
承辦活動有社團博覽會、中山之夜（為晚上舉行與全校師生一起合辦）、聖誕節活動、社代大會、社團成果展、春遊（與班聯會合辦）。
社團聯合委員會於113學年度正式走入歷史，其相關事務併入學生聯合委員會之範疇
- 交通糾察隊（交糾C.S.T.P）

值勤時間 : 每日上放學時段、校慶標兵、畢業典禮劍門、考生服務隊...等。
主要負責單位 : 教官室生輔組組長(林聖梁教官)。
內部成員 : 高二(2大隊長2副大隊長2中隊長其餘一般幹部)高一(隊員組成)
訓練方式 : 主要由高二學長姊帶領高一學弟妹執行勤務，高二升上高三則專注於課業並默默給予關愛與支持。
福利 : 每學年會有一次的漆彈射擊以及期末餐會。
- 衛生糾察隊（衛糾）

```
選擇加入交通糾察隊後社團即為交通研究社(無須另行選社)，加入學生會、社聯會即為菁英社，衛糾需再另外選擇社團加入。
黑白校刊事件爆發以前，班級聯合委員會、社團聯合委員會、校刊編輯委員會合稱三聯會。
```

### 學術性
- 天文社（天文社C.S.A.C)

1. 高雄北區知名天文團體，於秋冬常辦理社區活動"星海天幕"星星觀測活動。儀器資源為全高雄區最豐富，為高雄天文幫19校之一。

- 校刊編輯社（編委會E.D.I.T)

1. 主要活動為編輯校內性報紙"綠報子"及校刊"中山青年"。綠報子為一學年二刊，中山青年則為一年一刊，皆為全校強迫訂購之刊物（已經合在學費裡頭）。編委會在蔡清波擔任校長任內與校刊編輯社合併，從此地位原本從與班聯會社聯會同屬中山三大自治社團而一落千丈變成一個普通性社團。
2. 中山青年於民國107年，由全校性強迫購買改制成為學生自由購買。

校刊社於110學年度倒社-正式走入歷史
- 演辯社（辯論社C.S.D.B.）

1. 自從西元1998年創社以來，人才輩出，獲獎無數。社團宗旨為訓練學生演講與辯論能力，教學內容涉及範圍甚廣。

演辯社乃為學校內3大學術性社團，且在108課剛實施後，因參加辯論比賽之參賽證明可以寫入多元表現，受到新進社員的青睞。第9屆副社長-黃甦俞校友更是中華辯論推廣協進會(CDPA)理事長，並於2024年受邀擔任社團老師一職。
- 資訊研習社
- 攝影社
- 生物研究社

### 文藝性
- 電影欣賞社
- 大眾傳播社
- 英文研究社
- 漫畫研究社
- 管樂社
- 日語研究社
- 精品美工社

### 康樂性
- 舞蹈社
- 歌藝社
- 棋藝社
- 魔術方塊社
- 熱門音樂社
- 民謠吉他社
- 康輔社

### 體育性
- 籃球社
- 桌球社
- 慢速壘球社
- 排球社

### 服務性
- 童軍社

俗稱中山「狼族」，社服上會有狼的圖樣。
以玩樂及服務性質為主的社團。類似康輔社。
主要出現場合為校慶典禮（秩序）、以及一年級的露營活動。
- 交通研究社(交通糾察限定)

上、放學時間有對違規學生開生輔單（黃單）的權力。
主要出現場合有上、放學時間（一周輪流）、校慶標兵、考生服務隊。
人員主要由高二帶領高一學生執行勤務，高二升上高三則專注於課業並默默給予意見與支持。
一個學期會有一次的漆彈射擊。
多元社課，免社費，豐富你的高中生活。
管理單位為教官室生輔組。
- 管樂社

主要以奏樂性質的社團，該任社團指導老師為黃明條先生。
主要出現場合有升旗、校慶奏樂、開學典禮、休業式、畢業典禮、社團成果展、聖誕節當天放學（禮拜六則是前夕）。
社團位於司令台，樂器擺放位置為司令台地下室。
管理單位為教官室，非社聯會。
- 衛生糾察（衛糾）

工作主要負責日常整潔工作的評分以及垃圾的分類回收。
人員主要由高二帶領高一學生執行勤務，高二升上高三則專注於課業並默默給予意見與支持。
皆擁有認真負責為校服務的熱誠。
常出現於學校舉辦大型活動時，如：考場承辦、校慶、園遊會等需要環境維持之活動。
並非屬於社團亦聯會，屬於學務處衛生組的自制組織，但向心力不亞於任何社團班級，是個值得參與的團體。

### 菁英班
- 生物菁英班（BEC）

1. 於100學年度由馮志維老師創辦。
2. 免費且自願性加入。
3. 利用每週三天的放學時間留校學習更進一步的知識，包括延伸內容以及科學素養的閱讀，其中除了課本之外也經常實作，利用實驗來培養學生對生物的熱誠。
4. 12月時與海生館合作舉辦潮間帶與海生館後場探訪，增加學生對海洋相關實際經驗。
5. 每個學期末均有聯合主題式專題報告的發表（整個菁英班合辦），由各個小組分別針對當年主題進行深入研究，甚至以實驗論證自己的想法，並且以20分鐘的簡報向大家分享，在簡報結束後則開放所有老師學生提問並進行討論。

「歷屆主題」
105上學期：綠能
105下學期：醫療
106上學期：海洋
106下學期：醫療
107上學期：腦科學
107下學期：生物科技
112上學期：中醫
112下學期：氣候變遷
每個年度結束後會由全體學生共同編撰慧果集，全程由學生自主排版、製作、撰文，包括專題報告之外的專題成果討論，還有針對課程的紀錄。
- 化學菁英班
- 物理菁英班

## 校園活動

### 全校性
因中山學生稱為「蛙族」因此許多活動以蛙之意象為命名。
- 新生訓練

由學生會承辦，並由二年級之蛙族菁英(綠蛙)擔任新生之班級輔導員，有著承先啟後繼往開來的精神意涵，通常會伴隨著靜態及動態社團博覽會。
- 社團博覽會:

由社聯會承辦，並與二年級各社團幹部一同，時間為新生訓練當天，早上為靜態展，各社團展覽，下午為動態展，接續在新生典禮之後，由各社團動態表演組成
- 中山之夜

主要辦理在校慶之後的夜晚，由班聯會與社聯會合辦，時間大約晚上6:30至9:00（可能延後），為全校性學生之大型戶外表演活動，會後會施放煙火。屆2011年辦理至第14屆。
不限年級，只要是該校學生通過徵試即可上台表演。主持人則另外篩選數名，不限男女。
一、二年級必須全程不離校，三年級則是5:00即可離校。
於民國102年(西元2013年)因故而取消此活動，許多中山人共同的美好回憶「中山之夜」正式走入歷史。
於民國103年(西元2014年)重新舉辦並改為「中山之ya」，於校慶日之下午舉行。
於民國112年(西元2023年)原校慶日下午「中山之YA」活動時間移至5月26日晚上5:30至晚上8:00舉辦，並更名為「中山之夜」，首次開放校外人士參與，同時學生會也邀請外校社團新莊高中民謠吉他社、三民高中熱舞社，以及表團 OK CITY 到嶄新的活動中心表演。
- 聖誕歌唱比賽

為一年級班級性之團以歌唱競賽。
場地為行政大樓玄關。
- 聖誕節路跑

創立於99學年，大多選在聖誕節。主要為跑後勁溪與都會公園一圈，完成後有抽獎活動。
近年已無再舉辦。
- 新生盃辯論比賽

由學演辯社承辦的辯論比賽。
於每學年度下學期舉辦，開放中山高中一年級學生每班至少一隊參加比賽。
採新式奧瑞岡制二二二制，由演辯社邀請校內外評審，並申請社聯會將冠亞軍賽視為社團成果展之動態展。
- 班際排球比賽

由排球社承辦。
一年級各班參加，地點於膜構球場。
- 班際籃球比賽

由籃球社承辦。
二年級各班參加，地點於籃球場。
- 社團成果展

由社聯會承辦
為校內全體社團之大型活動。總共耗時二至三節課。
舉辦場地為膜構球場。
三年級不得參加及觀賞（為正課時間）。
- 畢業典禮

由畢聯會承辦。
舉辦場地為各班教室及膜構球場。
為高三畢業生參加，畢業生於畢典當天在教室觀看完畢業影片後再進行巡禮回味高中生活，後會至膜構球場進行各項頒獎。

### 個人性質
- 蛙族菁英幹部訓練營

1998年，由「蛙媽」古春玲老師擔任訓育組長籌辦了第一屆的幹訓。
蛙幹的宗旨：從草創時的社團幹部訓練，擴大為包含班社聯會幹部、社團幹部，以及有興趣自我考驗者等，都可參與各種課程訓練，經過訓練的綠蛙們都能在自己社團中找到定位發揮所長。
- 蛙族精英寒假成長營

主要為培育學校主要帶領新生之幹骨，會辦理三天兩夜之露營。
- 教師節慶祝活動

由學生會承辦。
為感謝教師辛苦授課，於教師節發送禮物給全校教師，以及各班同學對老師的感言。
- 聖誕節系列活動

由學生會承辦。
參與高雄高校聯合聖誕傳情活動，營造校內外聖誕節氣氛，學生將想寫的話寫在卡片上，並將卡片繳交給學生會，也可訂購聖誕傳情活動糖果，由學生會統一發放給校內學生或轉交給校外有參與活動之學生會，將你的卡片及糖果傳遞至你的同學、朋友手中。
- 聖誕節氣球傳情

由社聯會承辦。
至社聯會領取小卡，寫上想要說的話與欲送交的對象並交回至社聯會，在聖誕節當天社聯會將小卡綁在氦氣球上，發送至各班。
- 蛙鳴盃

歌藝社承辦之校內歌唱比賽。由諸多老師做為評審。
總決賽於社團成果展之動態展進行。
- 小青蛙成長營

### 活動與課業之爭

#### 緣起
自台灣實施十二年國民教育，及少子化危機日益嚴重，中山高中被迫轉型為地區型社區高中，並面臨招生危機以及潛在的併校問題。中山高中雖自2010年代起，升學成績日益上升，但仍受限於國中入學水準而使進步空間日漸緊縮，甚至停滯。校方與家長往往將停滯原因加諸於活動上，因而造成「活動－課業」永無止盡的抗衡與消長。

#### 發言權的喪失
自蔡清波校長任內，活動與課業的爭執便開始浮上檯面，如「校刊事件」，使得代表學生「社團權（社聯會）、各班代表權（班聯會）、發言權（編委會）」三權代表的「三聯會」體制遭行政權力破壞，學生喪失合法公開紀錄、表達之主導權，轉為社團以及班級代表以人為主體的二元代表。

#### 校方立場
校方在兩方無盡的拉扯中，往往因辦學壓力而與家長代表一同傾向課業一方。對此，校方往往使用漸進式的停止活動，或收編活動為自身管轄、發包。

#### 學生立場
學生在活動被強制縮減下，往往產生被剝奪感，儘管那被剝奪感可能是不現實的（例如於晚間舉行的畢業典禮儀式，事實上沒辦超過三屆）再加上活動往往是學生壓力的調適劑，亦或感情交流的重要橋梁，學生也不認為活動與課業間有重要的關聯性存在，故學校在縮減活動之下自然會採堅定反對立場。
。

## 外部連結
- 高雄市立中山高級中學網站 （页面存档备份，存于）
- 高雄市中山中學校史網 （页面存档备份，存于）
- 高雄市立中山高級中學學生聯合委員會網站 （页面存档备份，存于）
- https://instagram.com/csbgc__.star?utm_medium=copy_link